# Thales Microelectronics
La société française Thales Microelectronics était une filiale du groupe Thales spécialisée dans la conception, l’industrialisation et la fabrication de modules et sous-ensembles électroniques actifs évoluant en environnements dits sévères (l’électronique embarquée est soumise à de fortes contraintes environnementales et fonctionnelles telles que des fortes pressions, des chocs physiques et thermiques extrêmes, des accélérations, des vibrations).
Située en Ille-et-Vilaine sur le territoire de la commune d’Étrelles, l'entreprise est le centre de compétences technologiques du groupe Thales pour tout ce qui traite des interconnexions, du packaging et des assemblages électroniques. Les applications développées adressent les marchés de la défense, de l’aéronautique, de l’espace, de la recherche pétrolière et de l’automobile.
Le 13 novembre 2017, la société fusionne avec deux autres entreprises du groupe (Thales Underwater Systems et Thales Systèmes Aéroportés), l'ensemble devient Thales DMS France.
Le 15 janvier 2018 elle est radiée du registre du commerce et des sociétés.

## Repères historiques
(décembre 2018).
- 1978: Création de la société SOREP S.A. sur Châteaubourg (Ille-et-Vilaine) en partenariat avec Dassault Électronique, entreprise spécialisée en microélectronique[1].

- 1994 : Dassault Electronique devient l’actionnaire majoritaire de la société
- 1998 : Fusion de Sorep avec la société Erulec : filiale 100 % Dassault Electronique
- 1999 : Sorep-Erulec devient une filiale de Thomson-CSF, puis de Thales
- 2001 : En décembre 2000, Thomson-CSF devient Thales et la filiale Sorep-Erulec devient Thales Microelectronics S.A.
- 2004 : Cession des activités civiles ex ERULEC à la société TES Electronic Solutions
- 2010 : Déménagement de la société (siège et site industriel) sur Etrelles (Ille-et-Vilaine)
- 2018 : Fusion de la société avec Thales Underwater Systems, et Thales Systèmes Aéroportés pour devenir Thales DMS France[4],[2].

## Domaines d’applications
L'entreprise est spécialisée dans la fabrication et l'industrialisation de composants en microélectronique. Ses composants sont intégrés dans des équipements électroniques tels que traditionnellement les radars, le spatial, l'énergie, les télécommunications ; mais aussi désormais vers l'avionique civile, le domaine pétrolier et l'automobile.
Parmi les composants fabriqués, figurent les éléments du radar de pointe avant de l'avion Rafale de Dassault, ce qui représente 50 % de l'activité.